# Lệ Thanh (ca sĩ)
Lệ Thanh (sinh năm 1939) là một nữ ca sĩ Việt Nam trước năm 1975. Bà được biết đến qua các tác phẩm được bà trình bày như "Nhớ một chiều xuân", "Anh cho em mùa xuân",...

## Cuộc đời
Bà sinh năm 1939.
Năm 1954, bà được nhạc sĩ Hùng Lân phát hiện và đào tạo. Bà xuất hiện lần đầu trên các sân khấu phòng trà tại Sài Gòn vào năm 1955. Bà đi hát cùng thời với các ca sĩ như Thanh Thúy, Bích Chiêu, Thái Xuân, Thu Hương,...
Những năm đầu thập niên 1960, bà bắt đầu thu dĩa nhựa cho các hãng đĩa như Dĩa Hát Việt Nam, Sóng Nhạc, Tân Thanh. Từ đó, tiếng hát của bà ngày càng được biết đến rộng rãi hơn. Nhiều bài hát của bà trình diễn đã được nhiều người biết đến, như "Anh cho em mùa xuân" của Nguyễn Hiền phổ thơ Kim Tuấn, "Nếu vắng anh" của Anh Bằng, "Tà áo xanh" của Đoàn Chuẩn, "Đêm nay ai đưa em về" của Nhật Ngân, và những ca khúc của Nguyễn Văn Đông như "Nhớ một chiều xuân", "Mấy dặm sơn khê",...
Ngoài ra, bà còn hát cho Đài Phát thanh Sài Gòn, cho ban nhạc Tiếng Thời Gian của Nguyễn Văn Đông, ban Dạ Hương của Đỗ Thiều, và nhiều ban khác.
Năm 1965, bà giã từ sự nghiệp ca hát để đi lấy chồng là một bác sĩ. Điều này đã làm cảm hứng cho nhạc sĩ Đỗ Lễ sáng tác tác phẩm "Sang ngang" được nhiều ca sĩ trình bày.
Năm 1980, bà có thu thanh cho nhạc sĩ Vy Hùng để làm kỷ niệm và năm 1997, bà xuất hiện trên băng nhạc Asia 15. Tuy nhiên, bà không hát mà bà chỉ vẫy tay chào tạm biệt khán giả.
Hiện nay, bà đang sống tại Quebec, Canada.

## Nhận xét
Bà được nhận xét là một nữ ca sĩ rất kín tiếng, không chịu tiếp xúc với truyền thông. Khi trình bày các bản nhạc tại phòng trà, bà chuộng mặc áo dài một màu giản dị, để cho trong mắt khán giả luôn nghĩ rằng Lệ Thanh là một cô nữ sinh ngây thơ, khả ái.
Về giọng hát, chất giọng của bà thuộc Soprano, như các ca sĩ Thái Thanh, Kim Tước. Tuy nhiên, cách trình bày giọng hát của bà không như những ca sĩ khác. Thay vì bà hát liên tục một câu như những ca sĩ khác, bà chia một câu thành hai nửa và láy qua láy lại tiếng cuối của câu hát, tạo nên một cách trình bày mới lạ. Về sau, ca sĩ Xuân Thu cũng có phong cách hát giống như bà.
Một bài báo trên báo Người Việt nhận xét rằng, khi bà hát bài "Tiễn em" nơi phòng trà trong bộ y phục màu trắng là một thần tượng khó quên, để thính giả nghĩ rằng những người chưa bao giờ được thấy tuyết vẫn thích nghĩ đến không khí xứ lạnh và tha thiết trong lời hát. Trong tuần báo Văn nghệ Tiền phong xuất bản năm 1973, tiếng hát Lệ Thanh được nhận xét "như xoáy tim tôi vào những nhức nhối u buồn".

## Băng dĩa

### Dĩa hát Sóng Nhạc
| Số hiệu          | Tên bài hát               | Tác giả                     | Năm  |
| ---------------- | ------------------------- | --------------------------- | ---- |
| SN 2002          | Đường về dĩ vãng          | Hoàng Trọng                 | 1962 |
| SN 2004          | Hoàng hôn trên bãi biển   | Y Vân                       | 1962 |
| SN 2005          | Nếu vắng anh              | Anh Bằng                    | 1962 |
| SN 2006          | Chiều mơ                  | Nguyễn Hữu Thiết            | 1962 |
| SN 2008          | Nói đi em                 | Lan Đài                     | 1962 |
| SN 2010          | Ngày ấy xa rồi            | Đằng Vân                    | 1962 |
| SN 2011          | Tôi sẽ về thăm em         | Hoàng Nguyên                | 1962 |
| SN 2013          | Tiếng xưa                 | Dương Thiệu Tước            | 1962 |
| SN 2015          | Người em sầu mộng         | Y Vân                       | 1962 |
| SN 2019          | Dưới giàn hoa cũ          | Tuấn Khanh                  | 1962 |
| SN 2025          | Chiều thương nhớ          | Phạm Mạnh Cương             | 1962 |
| SN 2030          | Mười thương               | Phạm Đình Chương            | 1962 |
| SN 2033          | Đồi sim                   | Tuấn Khanh                  | 1962 |
| SN 2037          | Đợi chờ                   | Hoàng Lang Trương Văn Tuyên | 1962 |
| SN 579/2041      | Đôi mắt người thương      | Nguyễn Hiền Y Vân           | 1963 |
| SN 588/2044      | Chiều bên giáo đường      | Lê Trọng Nguyễn             | 1963 |
| SN 591/2045      | Nếu có anh đưa về         | Y Vân                       | 1963 |
| SN 593/2046      | Tuổi tình yêu             | Trúc Phương                 | 1963 |
| SN 594/2047      | Người đi chưa về          | Hoàng Trọng Vĩnh Phúc       | 1963 |
| SN 583/2048      | Nếu còn thương nhau       | Tuấn Khanh Hoàng Bảo        | 1963 |
| SN 606/2051      | Hình ảnh người đi         | Hoàng Trang                 | 1963 |
| SN 609/2052      | Nhớ không anh             | Hoàng Bảo                   | 1963 |
| SN 610/2053      | Đã mấy thu rồi            | Minh Kỳ Nguyễn Hiền         | 1963 |
| SN 615/2054      | Anh vẫn còn đi            | Lan Đài                     | 1963 |
| SN 615/2054      | Anh về một chiều mưa      | Duy Khánh Anh Thy           | 1963 |
| SN 637/2065      | Bóng trắng bên giáo đường | Anh Hoàng Nhất Sơn          | 1963 |
| SN 615/2054      | Mộng đào nguyên           | Châu Kỳ                     | 1963 |
| SN 615/2054      | Tiếng hát học trò         | Minh Kỳ Nguyễn Hiền         | 1963 |
| SN 615/2054      | Lưu bút ngày xanh         | Thanh Sơn                   | 1963 |
| SN 615/2054      | Đừng lừa dối nhau         | Y Vân                       | 1963 |
| SN 657/2074      | Cánh hoa xuân             | Nguyễn Hữu Thiết            | 1963 |
| SN 2075          | Sầu tha hương             | Nguyễn Hiền Vũ Hoàng Chương | 1963 |
| SN 660/2077      | Lòng mẹ                   | Y Vân Ngọc Quang            | 1964 |
| SN 660/2077      | Nhìn những mùa thu đi     | Trịnh Công Sơn              | 1964 |
| SN 660/2077      | Không bao giờ ngăn cách   | Trần Thiện Thanh            | 1964 |
| SN 660/2077      | Cung thương ngày cũ       | Nguyễn Văn Đông Mạnh Phát   | 1964 |
| SN 735/2088      | Cớ sao em buồn            | Vân Tùng                    | 1964 |
| SN 739/2082      | Đêm nay ai đưa em về      | Nhật Ngân                   | 1964 |
| Không rõ số hiệu | Chiều                     | Dương Thiệu Tước            |      |
| Không rõ số hiệu | Người em nhỏ              | Nguyễn Hiền Thiệu Giang     |      |
| Không rõ số hiệu | Biệt kinh kỳ              | Minh Kỳ Hoài Linh           |      |

### Hãng dĩaViệt Nam
| Số hiệu   | Tên bài hát         | Tác giả                  | Năm  |
| --------- | ------------------- | ------------------------ | ---- |
| M 3311-12 | Duyên kiếp          | Lam Phương               | 1961 |
| M 3311-12 | Tiễn em             | Phạm Duy Cung Trầm Tưởng | 1961 |
| M 3313-14 | Sắc hoa màu nhớ     | Nguyễn Văn Đông          | 1961 |
| M 3313-14 | Bài thơ hoa đào     | Hoàng Nguyên             | 1961 |
| M 3317-18 | Mười năm chuyện cũ  | Hoài Linh Huỳnh Lâm      | 1961 |
| M 3317-18 | Nhớ mùa hoa tím     | Mạnh Phát                | 1961 |
| M 3319-20 | Tôi sẽ đưa em về    | Y Vân                    | 1961 |
| M 3319-20 | Ai lên xứ hoa đào   | Hoàng Nguyên             | 1961 |
| M 3323-24 | Nhớ một chiều xuân  | Nguyễn Văn Đông          | 1961 |
| M 3323-24 | Đêm tái ngộ         | Y Vân                    | 1961 |
| M 3325-26 | Tà áo xanh          | Đoàn Chuẩn               |      |
| M 3325-26 | Tìm đâu             | Nguyễn Hiền              |      |
| M 3329-30 | Rồi một ngày        | Mạnh Phát                | 1962 |
| M 3331-32 | Anh cho em mùa xuân | Nguyễn Hiền Kim Tuấn     | 1962 |
| M 3335-36 | Anh nhớ về thăm em  | Trần Thiện Thanh         | 1962 |
| M 3335-36 | Cánh thiệp đầu xuân | Minh Kỳ Lê Dinh          | 1962 |
| M 3337-38 | Gợi giấc mơ xưa     | Lê Hoàng Long            | 1962 |
| M 3341-42 | Ngày mai tôi đi     | Hoàng Nguyên             | 1962 |

### Hãng dĩa Tân Thanh
| Số hiệu | Tên bài hát          | Tác giả               | Năm  |
| ------- | -------------------- | --------------------- | ---- |
| 2-861   | Chiều biên khu       | Tuấn Khanh Châu Ngân  | 1961 |
| 4-1061  | Lá thư gửi mẹ        | Nguyễn Hiền Thái Thủy | 1961 |
| 4-1061  | Đường chiều sơn cước | Minh Kỳ Lê Dinh       | 1961 |
| 2-861   | Mấy dặm sơn khê      | Nguyễn Văn Đông       | 1962 |